# Leibstandarte SS Adolf Hitler

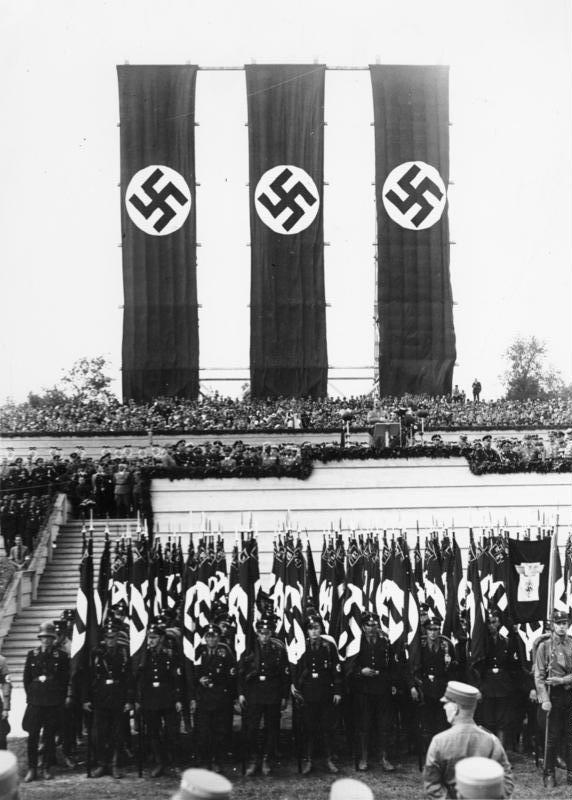
Reichsparteitag 1933 in Nürnberg: Die Leibstandarte „schützt“ den Redner Hitler.

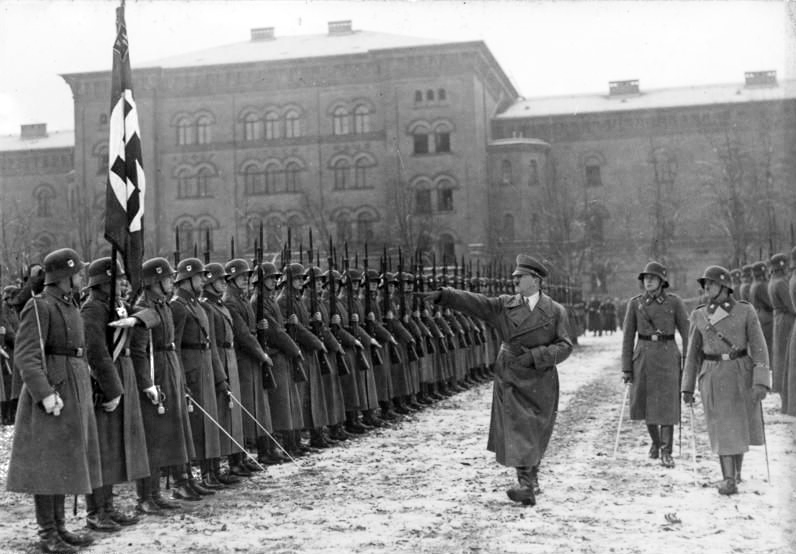
Leibstandarte SS Adolf Hitler, Kaserne Lichterfelde, 17. Dezember 1935 (Foto Georg Pahl)

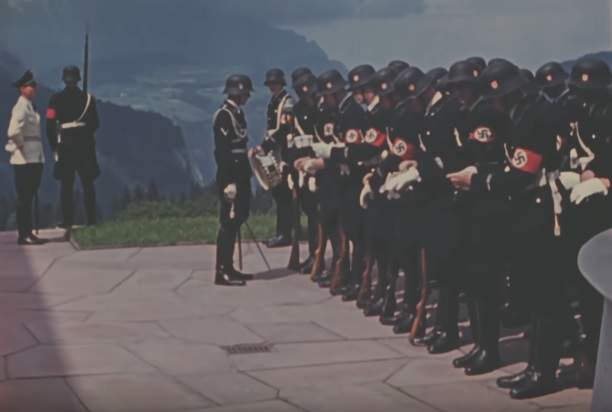
Ehrenformation der Leibstandarte zum Empfang des italienischen Außenministers Galeazzo Ciano auf dem Berghof, 12. August 1939

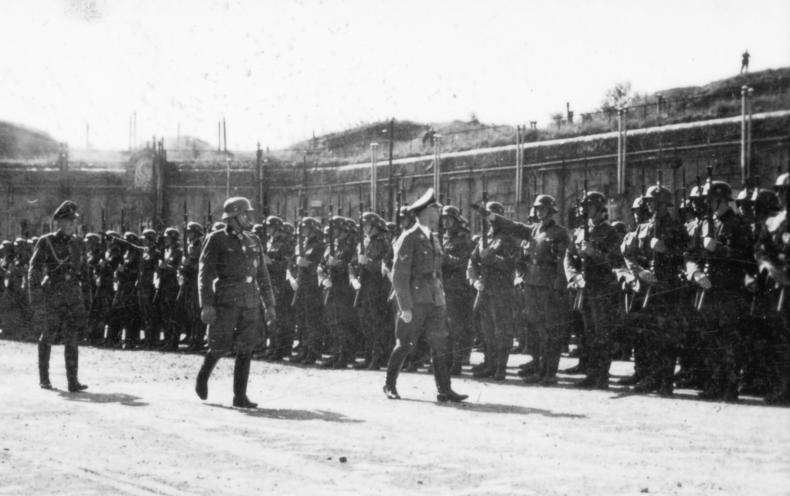
Himmler in Metz, Feste Alvensleben, 7. September 1940

Standarte der LSSAH (Vorder- und Rückseite der zweiten, ab 1940 verwendeten Version)

Die am 17. März 1933 von Adolf Hitler als Stabswache Berlin gegründete und ihm persönlich unterstellte paramilitärische Organisation firmierte rasch unter der Bezeichnung Adolf-Hitler-Standarte und ab September 1933 unter dem Namen Leibstandarte SS Adolf Hitler, kurz LSSAH oder LAH.
Durch eine Neugliederung bildete die Organisation im Jahr 1938 auch einen militärischen Verband, der zunächst einen regimentsstarken Verband innerhalb der zunächst geplanten und nach dem Angriffskrieg gegen Polen gebildeten Division SS-Verfügungstruppe stellte, aus der 1940 die Waffen-SS hervorging. Weitere Reorganisationen führten letztlich am 22. Oktober 1943 zur Aufstellung einer Panzerdivision mit der Bezeichnung 1. SS-Panzer-Division Leibstandarte SS Adolf Hitler.

## Geschichte

### Gründung, Führereid, Führerbegleitkommando, Organisationsmuster

#### Vorgeschichte
Von 1920 bis 1923 hatte Adolf Hitler mit dem sogenannten „Stoßtrupp Hitler“, geführt von Josef Berchtold und Julius Schreck, eine Art Leibwache oder Leibgarde, die auch als Stabswache bezeichnet wurde und aus der SA hervorging. Nach der Teilnahme am Hitler-Putsch wurde die Gruppierung verboten.
Am 27. Februar 1925 wurde die NSDAP wieder gegründet und im April wurde die neue Schutzstaffel als Ersatz für die verbotene Stabswache durch Schreck aufgestellt. Die im April 1925 acht Mann große Organisation zeigte sich am 16. April 1925 erstmals in der Öffentlichkeit. Damit begann der deutschlandweite Aufbau der SS, der jedoch bis zur Berufung von Heinrich Himmler am 6. Januar 1929 als Reichsführer SS ohne große Bedeutung geblieben war. Hitler gewährte der SS ab dem 1. Dezember 1939 die Unabhängigkeit von der SA, der die Organisation nur noch formell unterstellt war. Die SS erhielt nun die bekannten schwarzen Uniformen.
Die eigentliche Vorgängerorganisation der Leibstandarte wurde von Adolf Hitler kurz nach der Machtübernahme am 17. März 1933 aufgestellt.
Der neue Verband trug zunächst, erneut durch Julius Schreck aufgestellt, die Bezeichnung Stabswache Berlin und änderte seinen Namen im Mai 1933 in SS-Sonderkommando Zossen, im Juni wurde als weiterer Verband das SS-Sonderkommando Jüterbog aufgestellt.

#### Formelle Gründung
Im September 1933 auf dem NSDAP-Parteitag erhielt die aus beiden Sonderkommandos gebildete Organisation die Bezeichnung Leibstandarte Adolf Hitler. Grund für die Aufstellung war, dass Hitler schon vor 1933 den üblicherweise durch die Reichswehr gestellten Wachmannschaften der Reichskanzler misstraute.
Die Leibstandarte wurde zunächst aus rund 120 Mann, die teils schon im Münchner Braunen Haus eine ähnliche Funktion hatten, unter Sepp Dietrich aufgestellt. Kaserne der Leibstandarte war die ehemalige Kadettenanstalt in Berlin-Lichterfelde. Hitler hatte den Bau einer weiteren Kaserne für die Organisation bei Weimar angeregt; auf dem bereits erworbenen Gelände entstand dann nach Himmlers Intervention gegen eine Aufteilung der Leibstandarte das KZ Buchenwald.
Mit der formellen Unabhängigkeit von der SA ab dem 20. Juli 1934 nach dem Röhm-Putsch wurde die SS eine eigenständige Organisation.

#### Führer-Eid
Am 9. November 1933, dem Jahrestag des Hitlerputsches von 1923, wurde die Leibstandarte durch Ableistung des Führereides auf ihn persönlich vereidigt.
Solange Hitler nur Parteiführer war, war der persönliche Eid seiner vormaligen Stabswache nach dem Urteil Hans Buchheims „ein romantischer, jedenfalls aber ein bedeutungsloser Akt“. Nachdem er jedoch 1933 Reichskanzler und 1934 nach dem Tod Paul von Hindenburgs auch Staatsoberhaupt wurde, „gewann ein ihm persönlich geleisteter Eid einzigartige verfassungsrechtliche Bedeutung. Denn der Kanzler beziehungsweise das Staatsoberhaupt schuf sich auf diese Weise nicht kraft seines Amtes, sondern als Person einen Bereich eigenen Rechts und persönlicher Souveränität neben der Partei und allen Einrichtungen des Staates.“ Auch George H. Stein hebt hervor, dass Hitler aus einer Parteiformation ohne jede gesetzliche Ermächtigung eine Prätorianergarde schuf, die über Staat und Partei stand, was für den weiteren Status der Waffen-SS bis Kriegsende grundlegend blieb.

#### Führerbegleitkommando
Seit 1934 gehörten auch die Mitglieder des Führerbegleitkommandos (FBK) verwaltungsmäßig dem Stab der Leibstandarte SS Adolf Hitler an. Obwohl die jeweiligen Kommandeure des FBK formell der Leibstandarte SS Adolf Hitler unterstanden, bekamen sie ihre Befehle jedoch direkt von Hitler oder von seinem Chef-Adjutanten Julius Schaub.

#### Leibstandarte als Organisationsmuster
Die Leibstandarte bildete das Vorbild des Ausbaus der als „Politische Bereitschaften“ oder „Kasernierte Hundertschaften“ bezeichneten SS-Kommandos in den Jahren 1934 und 1935. Sie durfte anders als die anderen SS-Verbände auf alle drei Ergänzungsstellen (Berlin: Wehrkreis I bis IV und VIII, Hamburg: Wehrkreis IV und IX bis XI und München: Wehrkreis V, VII, XII und XIII) zugreifen.

#### Leibstandarte als Objekt der Propaganda
Die Entscheidungen Hitlers waren im Bezug auf die künftige Staatsorganisation auf den Aufbau zweier miteinander im Wettbewerb stehender Säulen ausgerichtet. Zum einen das deutsche Heer und zum anderen die Partei mit ihren Organisationen. Um mit dem Heer in Konkurrenz treten zu können, benötigte die Partei eine militärische Organisation, deren Keimzellen die bewaffneten Verbände der SS waren (s. o.). Für den ursprünglichen Aufbau der Struktur wurden Männer herangezogen, die schon vor 1933 zur „Bewegung“ Hitlers gehört hatten. Doch nach der Machtübernahme begann die Rekrutierung einer neuen Generation junger Männer, vorzugsweise mit militärischer Vorbildung, die empfänglich für die Ideologie des Nationalsozialismus waren und mit denen man Propaganda-Auftritte inszenieren konnte. Hieraus ergab sich jedoch nicht, dass es sich bei der Leibstandarte um einen tatsächlichen, militärischen Eliteverband handelte. Weder die Ausrüstung noch der Ausbildungsstand war Einheiten der Wehrmacht zu Kriegsbeginn überlegen. Dies zeigte sich in der Herkunft der Mitglieder der SS, denn 1938 waren nur 0,1 % der Mitglieder der Allgemeinen SS Berufssoldaten. Wobei bei der SS-Verfügungstruppe immerhin 1,7 % und bei den Totenkopfverbänden 2,1 % an Berufssoldaten zu finden waren.
Jedoch wurde die Leibstandarte in den von den Nationalsozialisten gesteuerten Medien immer wieder herausgehoben. So wurde die Einheit medienwirksam bei politischen Operationen, wie den Einmärschen in Österreich und im Sudetenland eingesetzt, um Bilder des Verbands bei diesen teils politisch sehr aufgeladenen und mit starker außenpolitischer Wirkung verbundenen Ereignissen zu erhalten. Diese Strategie der bevorzugten Bildberichterstattung über Einheiten der Waffen-SS blieb über den ganzen Krieg erhalten.

### Einsatz beim Anschluss Österreichs
Bei der Annexion Österreichs im März 1938 erfolgte die Einquartierung der Leibstandarte im Gymnasium Fichtnergasse in Wien-Hietzing.

### Aufstellung des Militärverband Leibstandarte
Am 15. August 1938 wurde die Leibstandarte SS-Adolf Hitler als stehender militärischer Verband in Regimentsstärke aufgestellt. Kommandeur der Standarte blieb Josef Dietrich.
- I. Sturmbann (1.–4. Sturm)
- II. Sturmbann (5.–8. Sturm)
- III. Sturmbann (9.–12. Sturm)
- IV. Sturmbann (17.–20. Sturm)
- Infanterie-Geschütz Sturm
- Panzerabwehr Sturm
- Kradschützen Sturm

### Eingliederung in die Division SS-Verfügungstruppe
Im September 1938 mit den Standarten Verfügungstruppe und Totenkopf zur Division „SS-Verfügungstruppe“ zusammengefasst.

### Folgende Umgliederungen und Wechsel der Bezeichnungen

#### Verstärkte Leibstandarte SS Adolf Hitler

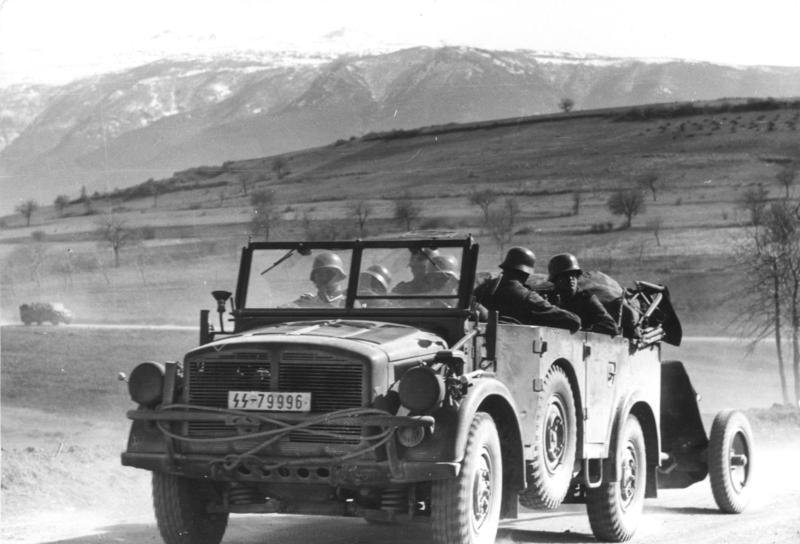
Schwerer geländegängiger Einheits-Pkw der Leibstandarte, 1941

Nach dem Westfeldzug 1940 wurde durch eine Neugliederung im Raum Metz im August 1940 der Verband als „verstärkte Leibstandarte Adolf Hitler“ bezeichnet. Dieser Verband entsprach in Stärke und Gliederung bereits einer Brigade. Folgende Veränderungen ergaben sich:
- Neuaufstellung des IV. Sturmbann (17.–20. Sturm)
- Bildung der SS-Aufklärungs-Abteilung LSSAH aus dem vorherigen Kradschützen Sturm (1.–4. Sturm)
- Aufstellung der SS-Artillerie-Abteilung LSSAH aus der IV. Abteilung / SS-Artillerie-Standarte (am 25. Juli 1940) – Erweiterung zum SS-Artillerie-Regiment LSSAH bereits am 19. August 1940
- Aufstellung des SS-Pionier-Bataillon LSSAH (1. und 2. Sturm)
- Aufstellung V. Sturmbann (1.–4. Sturm) aus dem vorherigen IV. Sturmbann (Einsatz als Wach-Verband in Berlin)
- Aufstellung der SS-Nachrichten Kompanie LSSAH
- weitere Versorgungseinheiten

Nach dem folgenden Einsatz beim Balkanfeldzug wurde die Organisation des Verbandes geändert. Die von der SA kommende ursprüngliche Benennung der Verbandsteile wurde auf die üblichen militärischen Begriffe geändert:
- Infanterie-Regiment LSSAH

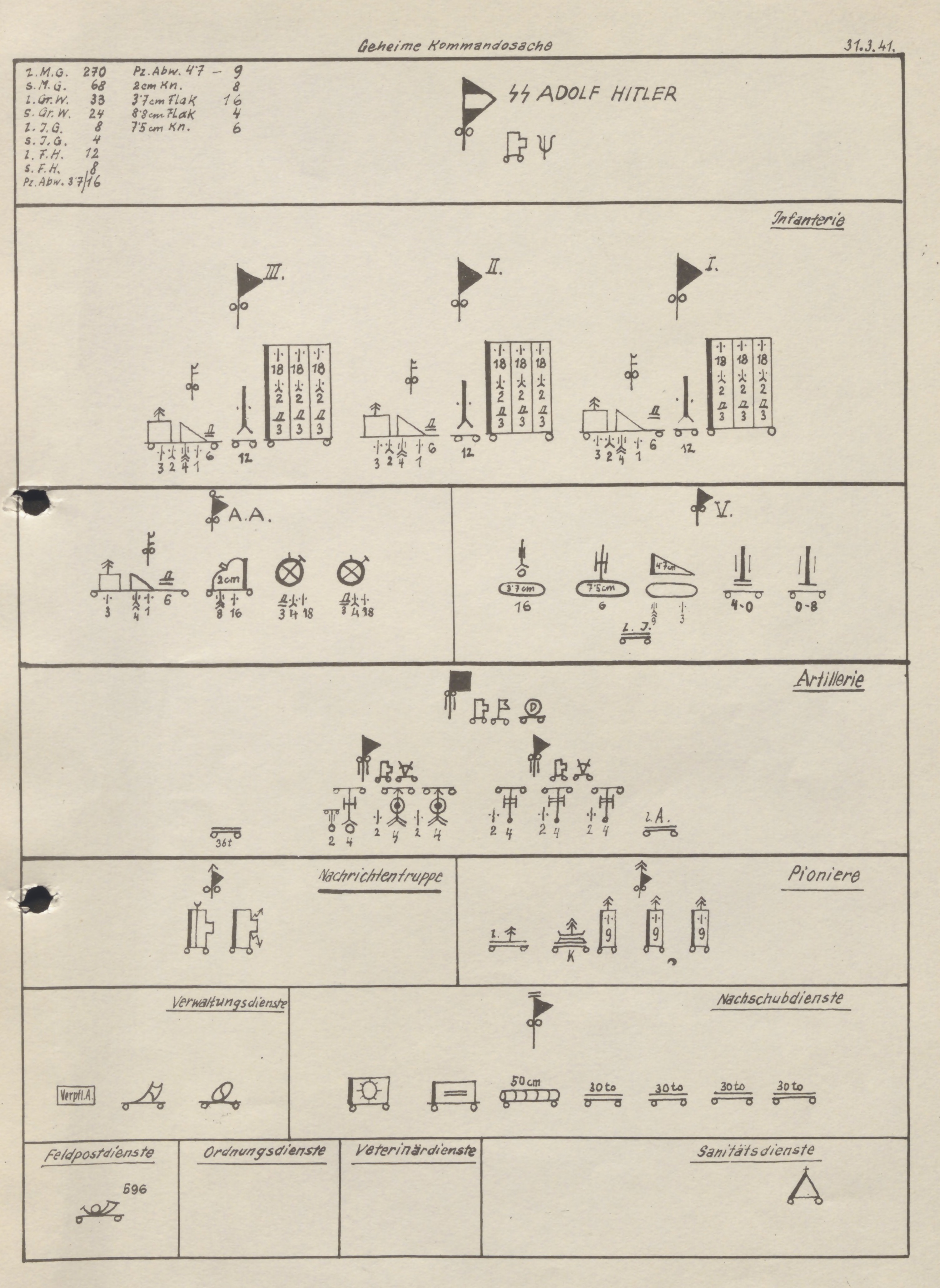
Gliederung der LSSAH am 31. März 1941, taktische Zeichen

  - I. Bataillon LSSAH (1.–5. Kompanie)
  - II. Bataillon LSSAH (6.–10. Kompanie)
  - III. Bataillon LSSAH (11.–15. Kompanie)
  - IV. Bataillon LSSAH (16.–20. Kompanie)
  - Infanterie-Bataillon V LSSAH (als SS-Wachbataillon Berlin)

- Artillerie-Regiment LSSAH (I. und II. Abteilung mit je 3 Batterien und Meß-Batterie)
- schweres Bataillon LSSAH (1.–3. Kompanie)
- Panzer-Abteilung LSSAH (1. und 2. Kompanie) – der Verbandsteil wurde später auch als Abteilung Schönberger geführt –
- Aufklärungs-Abteilung LSSAH (1.–4. Kompanie)
- Flak-Abteilung LSSAH (1.–3. Kompanie)
- Pionier-Bataillon LSSAH (1.–3. Kompanie)
- Nachrichten-Abteilung LSSAH (2 Fernsprech- und 1 Funk-Kompanie)
- weitere Versorgungseinheiten

#### SS-Division (mot.) LSSAH

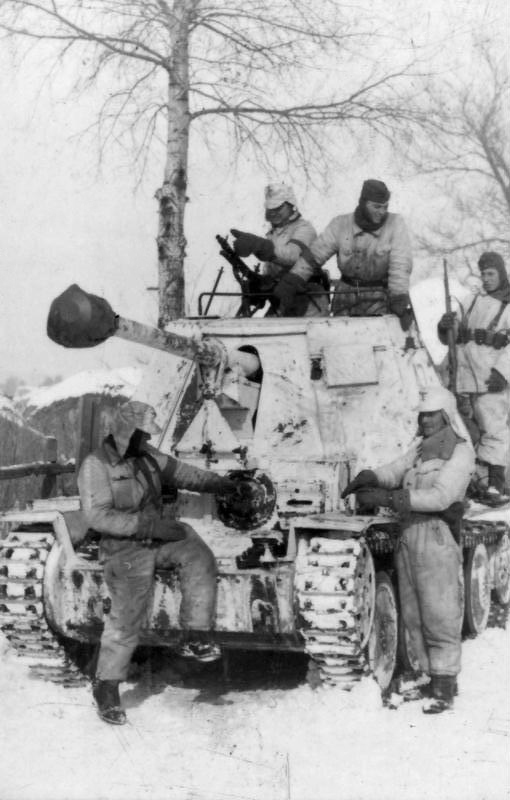
Panzerjäger "Marder III Ausf. M" der LSSAH bei Charkow Winter 1943

Per Befehl von Adolf Hitler vom 21. Februar 1942 sollte kurzfristig bis zum 1. März 1942 auf dem Truppenübungsplatz Sennelager eine Auffrischung und Neugliederung des Verbandes vorbereitet werden, hierbei sollte das V. Bataillon (SS-Wach-Bataillon) den Kern bilden, um aus dem schweren SS-Bataillon eine neue SS-Panzerjäger-Abteilung zu bilden und aus der Abteilung Schönberger (SS-Panzer Abteilung) eine SS-Sturmgeschütz-Abteilung aufzustellen. Weiter wurde in Wildflecken eine neue SS-Panzer-Abteilung LSSAH mit drei Panzer-Kompanien aufgestellt.
Durch den Einsatz des verstärkten Regiments in Südrussland und den Einsatz des V. Bataillons von April bis Mai 1942 bei der 18. Armee vor Leningrad erfolgte die finale Umgliederung zur Infanterie-Division (mot.) erst am 15. Juli 1942.
Diese erfolgte dann ab Juli 1942 in Nordfrankreich und damit erhielt der Verband die Bezeichnung „SS-Division (mot.) Leibstandarte SS Adolf Hitler“. Ihre Grundgliederung entsprach bereits zu diesem Zeitpunkt der einer besonders starken Panzer-Division des Heeres, da zwei Abteilung mit gepanzerten Kampffahrzeugen (Panzern und Sturmgeschützen) der Einsatzstärke eines Panzerregiment, wenn auch die Führungselemente eines Panzerregiments fehlten, entsprach.

#### SS-Panzergrenadier-Division LSSAH
Am 15. Juli 1942 wurde aus der „verstärkten Leibstandarte“ durch Umgliederung nunmehr eine Panzergrenadier-Division, also einen teilgepanzerten Verband mit einer eigenen Panzerabteilung. Diese wurde als „SS-Panzergrenadier-Division LSSAH“ bezeichnet. Sie war in folgende Verbände gegliedert:
- Infanterie-Regiment 1 LSSAH (1.–3. Bataillon)
- Infanterie-Regiment 2 LSSAH (1.–3. Bataillon)
- Panzer-Regiment LSSAH (I. und II. Abteilung)
- Artillerie-Regiment LSSAH (I.–III. Abteilung und Meß-Batterie)
- Aufklärungs-Abteilung LSSAH (1.–4. Kompanie und Panzer-Späh-Kompanie)
- Panzerjäger-Abteilung LSSAH (1.–3. Kompanie)
- Sturmgeschütz-Abteilung LSSAH (1.–3. Batterie)
- Flak-Abteilung LSSAH (1.–5. Batterie)
- Pionier-Bataillon LSSAH (1.–3. Kompanie) und weitere typische Divisionstruppen wie die Panzer-Nachrichten-Abteilung

#### 1.SS-Panzer-Division Leibstandarte SS Adolf Hitler

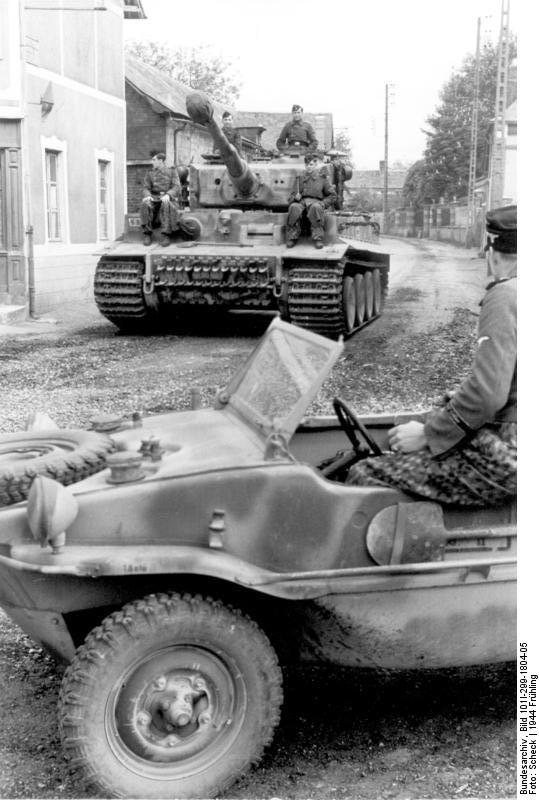
Schwerer Panzer "Tiger I" der LSSAH in der Normandie 1944

Am 22. Oktober 1943 erfolgte die letzte große Umgliederung des Verbandes im Zuge der Durchnummerierung der SS-Divisionen. Durch den weiteren Ausbau der eigentlichen Panzer-Abteilung zur Regimentsstärke wurde aus der Panzergrenadier-Division nunmehr die „1. SS-Panzer-Division Leibstandarte SS Adolf Hitler“.
- SS-Panzergrenadier-Regiment 1 LSSAH (1.–3. Bataillon)
- SS-Panzergrenadier-Regiment 2 LSSAH (1.–3. Bataillon)
- SS-Panzer-Aufklärungs-Abteilung 1 (1.-6. Kompanie)
- SS-Panzer-Regiment 1 (I. und II. Abteilung)
- SS-Panzerjäger-Abteilung 1 (1.-3. Kompanie)
- SS-Sturmgeschütz-Abteilung 1 (1.-3. Batterie)
- SS-Panzer-Artillerie-Regiment 1 (I.–IV. Abteilung)
- SS-Flak-Abteilung 1 (1.-5. Batterie)
- SS-Pionier Bataillon und weitere typische Divisionstruppen wie die Panzer-Nachrichten-Abteilung

Im September 1944 wurde die SS-Werfer-Abteilung 1 und im Oktober 1944 das SS-Feldersatz-Bataillon 1 der Division aufgestellt.

## Einsatz als militärischer Verband
Die verschiedenen militärischen Organisationsformen der Leibstandarte nahmen als Teil der allgemeinen Waffen-SS während der gesamten Dauer des Zweiten Weltkriegs mit wechselnden Fronteinsätzen, Auffrischungen und Wiederaufstellungen an den militärischen Operationen des Dritten Reiches teil.

### Polenfeldzug
Die Leibstandarte SS Adolf Hitler nahm am Angriffskrieg der deutschen Wehrmacht auf Polen ab dem 1. September 1939 teil.

### Westfeldzug
Als Teil der SS-Verfügungsdivision erfolgt ein Einsatz beim Westfeldzug. Nach Abschluss der Kämpfe im Westen erfolgt während des Einsatzes als Besatzungstruppe die Umgliederung in ein verstärktes Regiment.

### Balkanfeldzug
Der durch die Besetzung Albaniens und den Angriff auf Griechenland durch die italienischen Streitkräfte erforderlich gewordene Angriff deutscher und verbündeter Streitkräfte auf dem Balkan, wird zum nächsten Kriegsschauplatz bei dem die nunmehr "verstärkte Leibstandarte SS Adolf Hitler" eingesetzt wird. Von März bis April 1941 operierte der Verband im Rahmen des XXXX. AK der 12. Armee unter der Führung von Generalfeldmarschall Wilhelm List.

### Unternehmen Barbarossa
Der Überfall auf die Sowjetunion im Juni 1941 wird mit einer an die Struktur und Namensgebung der Wehrmacht angeglichenen Organisation der Leibstandarte begonnen. Zuerst beim XIV. Armee Korps und dann beim III. Armeekorps (mot.) eingesetzt, kam die Division in den Angriffskämpfen aber auch in den Abwehrkämpfen des Winters 1941/42 zum Einsatz.

### Verlegung nach Frankreich
Für einen weiteren Ausbau und eine Auffrischung des Verbandes, der ein Jahr im Fronteinsatz gewesen war, verlegte die Division im Juli 1942 nach Nordfrankreich. Hier erfolgte der Ausbau des Regiments zur Panzergrenadierdivision. Der Verband wurde ab dem 15. Juli 1942 als SS-Panzergrenadier-Division „Leibstandarte SS Adolf Hitler“ geführt. Während des Juli 1942 erhielt die Division eine Zuteilung neuer Ausrüstung für die eigene Panzerjäger-Abteilung. Es wurden achtzehn Sd.Kfz. 132, also Panzerjäger-Selbstfahrlafette I für 7,62-cm-Pak 36 „Marder II“, vom Heereszeugamt übernommen.
Während der Monate August bis Oktober 1942 blieb die Division dem SS-Panzer-Korps bei der 15. Armee im Bereich der Heeresgruppe D in der Normandie unterstellt. Ab November 1942 bis in den Januar 1943 war der Verband als Besatzungseinheit mit Ausbildung und Neuausrüstung in der Reserve der Heeresgruppe D weiterhin in der Normandie stationiert.

### Verlegung an die Ostfront
Die erfolgreichen sowjetischen Angriffe im Raum Charkow erforderten Entsatzangriffe für die eingeschlossene Besatzung der Stadt. Hierzu wurden verfügbare Truppen zusammengezogen, die nun als Entsatztruppen eingesetzt wurden. Die nunmehr neu aufgestellte Division Leibstandarte wurde für den Einsatz bei den Kämpfen um Charkow mit direkter Unterstellung beim Oberkommando des Heeres im Februar zur Heeresgruppe B verlegt. Im März 1943 kämpfte der Verband im Rahmen des SS-Panzer Korps der 4. Panzer-Armee nunmehr bei der Heeresgruppe Süd.
Im April 1943 stellte der Verband die Reserve der Armee-Abteilung Kempf der Heeresgruppe Süd im Raum Charkow. Im gleichen Raum wurde dem Verband im Mai und Juni Ersatz zugeführt und eine Auffrischung an der Front durchgeführt.

### Unternehmen Zitadelle
Die Auffrischung der vorherigen Monate zielte auf eine Ausrüstung und Vorbereitung einer großen Offensive ab. Im Juli 1943 waren im Bereich der Heeresgruppe Mitte viele Verbände für einen Angriff auf die sowjetischen Verteidigungslinien im Frontbogen vor Kursk zusammengezogen. Hierzu zählte auch die SS-Panzergrenadier Division Leibstandarte, die aber bei Einstellung der Offensive nach Italien verlegt wurde.

### Italien 1943
Auf die erwartete Invasion in Italien und die befürchtete Kapitulation wurde von der deutschen Seite mit der Stationierung deutscher Verbände in Italien reagiert. Nach den schweren Kämpfen bei der Kursker Offensive verlegte die Division deshalb im August 1943 als Reserve-Verband der Heeresgruppe B nach Oberitalien. Die Zeit in Italien wurde auch für die Umgliederung des Verbandes genutzt. Dem II. SS-Korps unterstellt wurden von September bis November 1943 die Strukturen einer Panzer-Division geschaffen.
Per 22. Oktober 1943 wurde die Division dann offiziell als 1. SS-Panzer-Division Leibstandarte Adolf Hitler bezeichnet.

### Verlegung an die Ostfront
Im Winter 1943/44 wurde im November ein weiterer Einsatz der Division in der Sowjetunion in der Ukraine erforderlich. Der Verband verlegte im Dezember 1943 zum XXXXVIII. (48.) Panzer-Korps der 4. Panzer-Armee und kämpfte bis in den Januar im Raum Shitomir am Dnepr und bei Fastow im Raum Winniza. Es folgten ab Februar Angriffsoperationen im Raum Tscherkassy bei der die Division die Reserve der 1. Panzer-Armee stellte. Im März wechselte der Verband als Reserve zur 8. Armee der Heeresgruppe A im Raum Tscherkassy. Dann im April 1944 stand der Verband mit dem XXIV. Armee-Korps der 1. Panzer-Armee bei der Heeresgruppe Nordukraine bei Tarnopol und Proskurow.
Die 1. SS-Panzer-Division „LSSAH“ wurde im Verlauf des Krieges zweimal nahezu vollständig zerschlagen. Das erste Mal beim Einsatz im Raum Tscherkassy und Tarnopol, bei der 8. Armee beziehungsweise der 1. Panzer-Armee. Daraufhin erfolgte im April 1944 eine Verlegung nach Belgien.

### Belgien 1944
Ab Mai war die Division der Reserve des OKW zugeteilt und wurde im Juni 1944 formal als Verband in Auffrischung der 15. Armee der Heeresgruppe B in Lothringen unterstellt. Damit war die Division während der Auffrischung mit Besatzungs- und Ausbildungsaufgaben in Belgien beschäftigt.

### Operation Overlord
Die alliierte Landung am 6. Juni 1944 in der Normandie veränderte die Situation vollkommen. Zwar war eine Landung in Nordfrankreich erwartet worden, aber eher in der Nähe des Auffrischungsraums der Division am Pas-de-Calais. Der Verband, im Juli dem I. SS-Panzer-Korps der Panzergruppe West bei der Heeresgruppe B unterstellt, hatte angesichts der alliierten Luftüberlegenheit eine schwierige Verlegung in den Einsatzraum. Zum Ende der Schlacht um die Normandie war die Division dem LXXX. Armee-Korps der 1. Armee unterstellt und die Kämpfe endeten mit einem katastrophalen, deutschen Rückzug durch den Kessel von Falaise.
Nach dem Rückzug aus Frankreich, wo die Division die Masse des eigenen Geräts bei der Flucht der Reste der 7. Armee aus dem Kessel von Falaise zurücklassen musste, erfolgte der weitere Rückzug ab September mit dem I. SS-Panzer-Korps bei der 7. Armee durch die Eifel, wo es im Oktober zur Unterstellung beim LXVI. Armee-Korps kam. Östlich des Rheins im Raum Siegburg südlich von Köln erfolgte dann im November 1944 formal die zweite Wiederaufstellung. Am 20. Oktober 1944 verließ ein Transport mit 21 neuen Panzer IV/70 (V) für die Wiederausrüstung der SS-Panzerjäger-Abteilung 1 der Division das Heereszeugamt.

### Ardennenoffensive
Aus dem Raum westlich des Rheins, zuvor als Reserve der 6. Panzer-Armee beim Oberbefehlshaber West an die Front verlegt, begann im Dezember 1944 eine letzte deutsche Offensive im Westen, welche dazu gedacht war die über Belgien und die Niederlande vorstoßenden alliierten Truppenverbände von der eigenen Versorgung abzuschneiden. Der Vorstoß mit dem XXXIX. Panzer-Korps der 5. Panzer-Armee scheiterte nach wenigen Tagen an unzureichendem Nachschub und hartnäckigem alliierten Widerstand, so dass die Offensive nach kurzer Zeit abgebrochen wurde.

### Ungarn 1945
Die Vorstöße der sowjetischen Streitkräfte im Süden der Ostfront zwangen die Wehrmacht zum Schutz des verbündeten Ungarn und der Ölversorgung zu einer Offensive im Raum des Plattensees. Die 1. SS-Panzer-Division Leibstandarte wurde gemeinsam mit anderen SS-Verbänden unter größtmöglicher Geheimhaltung nach Ungarn verlegt. Teil der Geheimhaltung war die Unterstellung beim Höheren Pionier-Führer Heeresgruppe Süd der 8. Armee. Hierbei handelte es sich faktisch jedoch um das I. SS-Panzer-Korps mit dem der Verband dann bis März als Teil der 6. SS-Panzerarmee in dieser Operation eingesetzt war. Die ernüchternden Ergebnisse führten zu harten Reaktionen aus dem Führerhauptquartier, da sich Hitler von "seiner" Division mehr erwartet hatte.

### Rückzugskämpfe 1945
Der Verband konnte ab April als Teil des I. SS-Panzer-Korps bei der 6. Panzer-Armee nur noch die Vorstöße der sowjetischen Armeen gegen die Heeresgruppe Süd nach Österreich hinein verzögern. Die Division wird als beteiligt an der Schlacht um Wien geführt.

### Kapitulation
Die Reste der Division kapitulierten im April 1945 noch immer dem I. SS-Panzer-Korps der 6. Panzer-Armee angehörig im Raum Steyr in Oberösterreich.

## Kriegsverbrechen
Während der Einsätze des Verbandes in den unterschiedlichen Gliederungen waren Angehörige der LSSAH von Kriegsbeginn an wiederkehrend für Kriegsverbrechen an der Ost- und Westfront verantwortlich.

### Polenfeldzug
Damit fing die Einheit schon wenige Wochen nach dem Überfall auf Polen an. Neben anderen Vorkommnissen ging in der Nacht vom 18./19. September 1939 westlich von Warschau Hauptsturmführer Hermann Müller-John mit seinen Männern auf „Judenjagd“. Dabei wurden 50 jüdische Zivilgefangene erschossen. Die Mordaktion war so grausam, dass Müller-John daraufhin von einer Wehrmachteinheit verhaftet wurde und vor ein Kriegsgericht gestellt werden sollte. Müller-John sandte daraufhin an den Kommandeur Josef Dietrich ein Telegramm, in dem er einerseits seine Aussagen vor den Untersuchungsbehörden mit ihm absprach und andererseits um Hilfe bat. Dietrich bestand auf der Freilassung Müller-Johns. Dieser wurde schließlich auf Befehl Hitlers freigelassen.

### Westfeldzug
Die Erschießung von etwa 80 bis 100 britischen Kriegsgefangenen 1940 in Wormhout ist den Angehörigen der Division zuzuordnen.

### Charkow Frühjahr 1943
An der Ostfront töteten Angehörige der Division bei der Rückeroberung Charkows im Frühjahr 1943 eine große Anzahl Verwundeter und Gefangener.

### Italien 1943
Angehörige der Leibstandarte verübten u. a. die ersten systematischen Morde deutscher Soldaten an Juden in Italien. Dokumentiert sind Fälle einzelner Tötungen sowie die Ermordung ganzer Gruppen.

#### Ermordung von italienischen und nach Italien geflüchteten Juden am Lago Maggiore
Zwischen dem 15. und 23. September 1943 ermordeten sie 54 Juden auf der piemontesischen Seite des Lago Maggiore (auch Lago di Verbania).

#### Massaker von Pazin
Am 4. Oktober 1943 töteten Angehörige der Division in Pazin 157 Bürger dieser heute kroatischen Kleinstadt.

#### Ermordung der Familie Ovazza
Zudem ermordeten sie im Oktober 1943 den italienischen Juden Ettore Ovazza und seine ganze Familie in Intra.

#### Gefangennahme von zivilen, jüdischen Flüchtlingen
Die Division war nach Chivasso verlegt worden, wobei ein Bataillon am Westufer des Lago Maggiore lag. Ein weiteres Bataillon, im Polizeihaftlager Borgo San Dalmazzo stationiert, lauerte einer größeren Gruppe von Juden auf, die auf der Flucht aus Frankreich war. Die SS-Männer fingen 349 von ihnen ein. Sie wurden in einer Kaserne der Alpini eingesperrt, die als Zwischenlager für Juden diente, und am 21. November über Frankreich nach Auschwitz verfrachtet. Nur neun von ihnen überlebten.

#### Massaker in Boves
Eine andere SS-Einheit unter dem Bataillonskommandeur Joachim Peiper ermordete bei einem Massaker in Boves bei Cuneo 24 überwiegend alte und kranke Menschen. Danach hatten die SS-Leute in einem Haus den Ortspfarrer Don Bernardi und den Unternehmer Vassallo eingeschlossen, die als Parlamentäre erfolgreich die Freilassung von zwei gefangen genommenen deutschen Soldaten zwischen den SS-Männern und Angehörigen von Partisanengruppen ausgehandelt hatten. Die SS steckte dann neben 300 Häusern, die völlig zerstört wurden, auch dieses in Brand, so dass beide darin verbrannten.

### Normandie 1944
Ende August 1944 befanden sich die in der Normandie-Schlacht geschlagenen deutschen Verbände auf dem Rückzug aus Frankreich. Neben den schnell vorrückenden regulären alliierten Verbänden, waren auch französische Widerstandsgruppen aktiv, um die deutschen Streitkräfte an der Flucht zu hindern und diesen weitere Verluste zuzufügen. Angriffe von Partisanen, wurden durch die Wehrmacht und Waffen-SS häufig mit Sühneaktionen, also Kollektivübergriffen auf die Zivilbevölkerung, beantwortet.
Bekannt geworden sind:

#### Tavaux-et-Pontséricourt (Departement Aisne)
Am 27. August 1944 warfen alliierte Flugzeuge bei Travaux, etwa 60 Kilometer nördlich von Reims, Waffen-Container für die lokale Zelle der Resistance ab. Die Widerstandskämpfer wurden aufgefordert, die sich zurückziehenden deutschen Verbände anzugreifen. Am 30. August kam es zu Kämpfen mit Angehörigen der Waffen-SS, der Gefangennahme eines SS-Soldaten und der Tötung eines deutschen Offiziers. Der Führer der örtlichen Widerstands-Zelle, Pierre Maujean, bat daraufhin sofort benachbarte Gruppen der Resistance um Hilfe, um ein Waffenlager aus dem Ort in den nordöstlich von Tavaux gelegenen Wald von Val Saint-Pierre zu verlegen. Auch am Vormittag des 31. August kam es noch zu Gefechten mit den Widerstandskämpfern bei Tavaux, hierbei wurde Henri Mourain verwundet und starb später. Die Angriffe auf die deutschen Soldaten führten zu einer koordinierten Strafaktion der Überreste zweier sich zurückziehender SS-Verbände. Angehörige der LSSAH und auch der 12. SS-Panzer-Division "Hitlerjugend" umstellten die Ortschaft, töteten oder ermordeten brutal die angetroffenen Zivilisten und steckten sechsundachtzig Häuser des Ortes in Brand. Unter den 20 Getöteten waren auch zwei Kinder im Alter von 6 und 11 Jahren.

#### Plomion
Am 31. August erreichten deutsche Truppen das hinter dem Wald von Val Saint-Pierre und etwa 15 km nordöstlich von Tavaux liegende Örtchen Plomion. Ein deutscher Offizier soll, laut dem französischen Historiker Alain Nice, dort Einschusslöcher an einem deutschen Fahrzeug entdeckt haben und daraufhin befohlen haben alle arbeitsfähigen Männer des Ortes in Anwesenheit von Frauen und Kindern zusammenzutreiben. Im Anschluss seien auf einer Weide vierzehn Männer im Alter von 17 bis 73 Jahren brutal durch deutsche Soldaten erschlagen worden. Hierbei ist eine Beteiligung der am gleichen Tag in Tavaux eingesetzten Divisionstruppen aufgrund der räumlichen Nähe und der Rückzugsrichtung wahrscheinlich.

### Ardennen-Offensive 1944

#### Malmedy-Massaker
Am 17. Dezember 1944 kam es im Einsatzraum der Division im Raum Malmedy zu einem in der Literatur umstrittenen Zwischenfall. Auf einer Wiese neben einem Weg war eine größere Zahl amerikanischer Kriegsgefangener unter Bewachung gesammelt worden. Der genaue Ablauf bleibt bis heute umstritten, doch er endete darin, dass Angehörige der Division Leibstandarte mit automatischen Waffen das Feuer auf die zusammengetriebenen amerikanischen Soldaten eröffneten. Hierbei wurden 72 amerikanische Soldaten erschossen.

#### Wereth-Massaker
Angehörige der Division ermordeten beim Massaker von Wereth im Dezember 1944 11 afroamerikanische US-Soldaten.

## Strafprozesse
Gegen Täter des Massakers vom Lago Maggiore wurde im Jahr 1964 in Osnabrück ein Strafprozess gegen fünf Angeklagte (Hans Röhwer, Hans Krüger, Herbert Schnelle, Ludwig Leithe und Oskar Schulz) begonnen; ein Angeklagter war während der Ermittlungen gestorben. Die Angeklagten wurden verurteilt; in höheren Instanzen erreichten sie eine Aufhebung des Urteils, da die Taten bereits verjährt waren.

## Kommandeure
- 15. August 1938 bis 4. Juli 1943 Josef Dietrich
- 4. Juli 1943 bis 20. August 1944 Theodor Wisch
- 20. August 1944 bis 6. Februar 1945 Wilhelm Mohnke
- 6. Februar 1945 bis 8. Mai 1945 Otto Kumm

## Bekannte Angehörige
- Otto Beisheim, Gründer des Metro-Konzerns
- Wilhelm Bittrich, 1939 in der Leibstandarte, später SS-General
- Kurt Borm, Euthanasie-Täter im Rahmen der Aktion T4
- Gerhard Bremer, SS-Untersturmführer
- Hans Collani, an den Erschießungen des 30. Juni 1934 in Berlin beteiligt, zeitweise Adjutant von Dietrich
- Fritz Fischer (1912–2003), war ein Chirurg der im Nürnberger Ärzteprozessen wegen Menschenversuchen im KZ Ravensbrück verurteilt wurde
- Herbert Döhring, Hausverwalter von Hitlers Berghof
- Kurt Gildisch, SS-Führer (Haftstrafe für einen Mord, den er im Auftrag und als Angehöriger der Leibstandarte beging)
- Otto Günsche, SS-Führer und letzter persönlicher Adjutant Hitlers
- Klaus Havenstein, Schauspieler, Kabarettist, Moderator, Hörspiel- und Synchronsprecher[25]
- Wolfgang Holst, Sportfunktionär und Gastronom[26][27]
- Ernst Klink, Autor
- Martin Kohlroser, SS-Oberführer; führend an den Morden des 30. Juni 1934 beteiligt
- Hugo Kraas, SS-Führer
- Karl Wilhelm Krause, Kammerdiener Hitlers, SS-Hauptsturmführer
- Günter Leifheit, Gründer des Reinigungs- und Küchengeräte-Herstellers Günter Leifheit KG[28]
- Ludwig Leithe, Teilnehmer am Massaker vom Lago Maggiore
- Heinz Linge, Hitlers Kammerdiener
- Felix Lützkendorf, Dramaturg, Drehbuchschreiber und Filmregisseur
- Theo M. Loch, SS-Obersturmführer – Journalist
- Kurt Meyer („Panzermeyer“), SS-Führer
- Rochus Misch, Leibwächter Hitlers – in Dokumentationen wird er oft als „Funker Hitlers“ bezeichnet.
- Johann Niemann, zuletzt Kommandant des Vernichtungslagers Sobibor; Tod bei einem Häftlingsaufstand
- Carl Ritter von Oberkamp, verurteilter Kriegsverbrecher
- Joachim Peiper, SS-Führer (verurteilt wegen Kriegsverbrechen der Leibstandarte)
- Otto Reich, SS-Führer
- Hans-Albin Freiherr von Reitzenstein, SS-Führer
- Hans Röhwer, SS-Hauptsturmführer, Teilnehmer am Massaker vom Lago Maggiore
- Franz Schönhuber, Journalist des Bayerischen Rundfunks, Politiker der Republikaner und der DVU
- Heinrich Schütz, SS-Sturmbannführer, KZ-Arzt
- Oskar Schulz, Teilnehmer am Massaker vom Lago Maggiore
- Richard Schulze-Kossens, zeitweiliger Adjutant Hitlers
- Herbert Schweiger, Buchautor
- Bernhard Siebken, SS-Führer
- Karl-Heinz Spilker, SS-Obersturmführer, ehemaliges Mitglied des Bundestages (für die CSU)
- Walter Staudinger, Teilnehmer am Hitler-Putsch 1923, zuletzt SS-General
- Wolfgang Venohr, Journalist und Sachbuchautor
- Jürgen Wagner, SS-Brigadeführer; führend an den Morden des 30. Juni 1934 in Berlin beteiligt
- Herbert Walther, SS-Untersturmführer der Waffen-SS, Sachbuchautor
- Michael Wittmann, SS-Hauptsturmführer der Waffen-SS

Des Weiteren waren mehrere bekannte SS-Offiziere, beispielsweise Willi Brandner oder Jürgen Stroop bei ihrer Reservedienstzeit in der Waffen-SS kurz in der Leibstandarte, mit anderen Diensträngen im Vergleich zur Allgemeinen SS. Dies galt ebenso für Politiker wie Hartmann Lauterbacher, Ludwig Ruckdeschel und Paul Wegener.

## Exkurs: Einsatz bei den Morden am 30. Juni 1934 („Röhm-Putsch“)
Der erste Einsatz der Leibstandarte jenseits der Repräsentationsaufgaben erfolgte Ende Juni/Anfang Juli 1934, als sie nach der von Reinhard Heydrich erstellten „Säuberungsliste“ beim angeblichen „Röhm-Putsch“ mithalf, große Teile der SA-Führung und andere Personen zu ermorden. Die Transportmittel hierzu hatte Sepp Dietrich am 27. Juni bei Walter von Reichenau vom Reichswehrministerium für einen „geheimen und sehr wichtigen Auftrag des Führers“ erbeten. Die Reichswehr war im Vorfeld von der NSDAP-Führung informiert worden.
Dietrich reiste nach München und erhielt dort von Hitler persönlich den Auftrag, das Exekutionskommando für die in Stadelheim „inhaftierten“ SA-Führer Hans Hayn, Edmund Heines, Peter von Heydebreck, Wilhelm Schmid, August Schneidhuber und Hans Erwin von Spreti-Weilbach zusammenzustellen. Dietrich wurde 1957 wegen Beihilfe zum Totschlag hierfür zu einer Haftstrafe verurteilt. Auf dem Gelände der Kaserne der Leibstandarte in Berlin-Lichterfelde (ehemalige Hauptkadettenanstalt) wurden weitere verhaftete SA-Führer von der Leibstandarte ermordet: Veit Ulrich von Beulwitz, Georg von Detten, Karl Ernst, Hans-Joachim von Falkenhausen, Daniel Gerth, Willi Klemm, Hans-Karl Koch, Fritz von Kraußer, Walter von Mohrenschildt, Wilhelm Sander, Konrad Schragmüller, Erwin Villain und Gerd Voss. Hinzu kamen die drei in Ungnade gefallenen SS-Angehörigen Joachim Hoffmann, Gustav Fink und Fritz Pleines. Der Ministerialdirektor im Reichsverkehrsministerium und Vertreter des politischen Katholizismus Erich Klausener wurde von Kurt Gildisch, der zuvor zur Leibstandarte abkommandiert wurde, in seinem Dienstzimmer ermordet. Gildisch wurde hierfür am 18. Mai 1953 zu einer Zuchthausstrafe von fünfzehn Jahren verurteilt.
Die kaltblütige Ausübung der Tötungsaktionen zahlte sich für die SS-Einheit schon kurze Zeit nach der Tat aus. Bereits am Abend des 30. Juni soll Hitler Dietrich versprochen haben, die Leibstandarte als Anerkennung für ihre Dienste mit modernen Waffen auszurüsten. Tatsächlich bestätigte Reichswehrminister Werner von Blomberg am 5. Juli 1934 den Befehlshabern der Wehrmacht, dass die Reichswehr Mittel zur Bewaffnung einer SS-Division bereitstellen werde. Vom 30. Juni bis 10. Juli 1934 wurde viele SS-Angehörige befördert, vor allem von der Allgemeinen SS und vom Sicherheitsdienst Heydrichs. In der Leibstandarte wurden neben Dietrich mindestens acht weitere SS-Leute befördert, davon ein SS-Unterführer in den Offiziersrang zum Sturmführer. Hinzu kommt Kurt Gildisch, der aber wieder im Herbst des Jahres degradiert und nominell als Sturmhauptführer in Hitlers Begleitkommando geführt wurde.

## Rezeption

### Auseinandersetzung um ein Denkmal
1971 wurde in Marienfels (Taunus) ein Denkmal als Mahnmal für die Gefallenen der „1. SS-Panzer-Division Leibstandarte SS Adolf Hitler“ und der 12. SS-Panzer-Division „Hitlerjugend“ errichtet. Von 2003 an war es Zielort mehrerer rechtsextremer Kundgebungen und Aufmärsche. 2004 wurde das Denkmal von Unbekannten zerstört und anschließend eingelagert. Anfang 2006 geriet es erneut in die Schlagzeilen, als es auf dem Privatgrundstück des Neonazis Thorsten Heise in Fretterode wiederaufgebaut wurde.

### Probleme mit Literatur zur Leibstandarte
Die umfangreichste Darstellung der Leibstandarte bildet ein mehrbändiges Werk, dessen erste Bände von dem ehemaligen SS-Mitglied Rudolf Lehmann geschrieben wurden. Lehmann übernahm es, so schreibt er im Vorwort, „auf Bitten meiner Kameraden, die Geschichte der Leibstandarte SS Adolf Hitler, kurz Leibstandarte genannt, niederzuschreiben“ Erschienen ist das Werk im rechtsextremen Munin-Verlag, der der SS-Veteranenorganisation HIAG nahestand. Der Spiegel zählte es zum „geistigen Hintergrund des Rechtsextremismus“, dessen Ziel „das Leugnen deutscher Kriegsschuld und nazistischer Judenausrottung, die Verklärung von Reich und Rasse, Hitler als Friedenskanzler und Goebbels als Wahrheitsapostel“ sei:

„Der I. Generalstabsoffizier der ‚1. SS-Panzerdivision Leibstandarte SS Adolf Hitler‘, Rudolf Lehmann, würdigt in drei Wälzern, von denen bisher zwei erschienen sind, das Wirken seiner Männer ‚für die Sicherheit Adolf Hitlers‘ ebenso wie ihren ‚als besonders einsatzfreudig bekannten‘ Frontgeist im Dienste der ‚alten, von Hitler aufgenommenen Idee, Lebensraum im Osten zu gewinnen‘.“

Im gleichen Publikationsumfeld erschien ab den 60er-Jahren bis in die Gegenwart eine breitere tendenziöse Memoirenliteratur:
- Albert Frey: Ich wollte die Freiheit: Erinnerungen des Kommandeurs des 1. Panzergrenadierregiments der ehemaligen Waffen-SS. (Munin-Verlag, 1990).
- Werner Kindler: Mit goldener Nahkampfspange – Werner Kindler. Ein Panzergrenadier der Leibstandarte (Munin-Verlag, 2010).

Ebenfalls in rechtsextremen Verlagen erschienen:
- Hans Quassowski: Zwölf Jahre: 1. Kompanie, Leibstandarte SS Adolf Hitler. Ein Buch der Kameradschaft (1990 – KW Schütz).
- Patrick Agte: Michael Wittmann, erfolgreichster Panzerkommandant im Zweiten Weltkrieg und die Tiger der Leibstandarte SS Adolf Hitler (zunächst: 1995 – Deutsche Verlagsgesellschaft, Preussisch-Oldendorf, Nachauflage 2013 Winkelried-Verlag).
- Heinrich Springer: Stationen eines Lebens in Krieg und Frieden. Zeitgeschichtliches Zeugnis des SS-Sturmbannführers und Ritterkreuzträgers der Leibstandarte SS Adolf Hitler. (Deutsche Verlagsgesellschaft, Rosenheim 1996)
- Wolfgang Venohr: Die Abwehrschlacht: Jugenderinnerungen 1940–1955 (Edition Junge Freiheit 2002).
- Sepp Dietrich: Kommandeur Leibstandarte SS Adolf Hitler und seine Männer (2. Auflage Deutsche Verlagsgesellschaft, Preussisch-Oldendorf, 2007).

Ebenfalls in der rechtsextremen Publizistik spielen auch apologetische Schriften zu einzelnen Massakern der Leibstandarte eine Rolle, die z. T. beispielhaft für das Narrativ der Abgrenzung von Waffen-SS zu Kriegsverbrechen stehen, so in mehreren Publikationen von Lothar Greil zum Malmedy-Prozess.
Des Weiteren erschien: Roland Kaltenegger: SS-Sturmbannführer Albert Stenwedel. Von der Leibstandarte-SS „Adolf Hitler“ zur 13. Waffen-Gebirgsdivision der SS „Handschar“, (Verlag Flechsig, Würzburg 2015).

## Archivbestände
- Bestand RS 2-1, I. SS-Panzerkorps „Leibstandarte“, 1943–1945. Bearbeitet von Lioba Scheermann und Elfriede Frischmuth, Koblenz September 2009, im Bundesarchiv-Militärarchiv.
- Bestand RS 3-1, 1. SS-Panzer-Division Leibstandarte SS Adolf Hitler, 1939–1944. Bearbeitet von Elfriede Frischmuth, Koblenz April 2008, im Bundesarchiv-Militärarchiv.
- Bestand NS 18 Leibstandarte SS – „Adolf Hitler“ im Bundesarchiv
- Deutsche Dienststelle für die Benachrichtigung der nächsten Angehörigen von Gefallenen der ehemaligen deutschen Wehrmacht, (WASt), Eichborndamm 179, 13403 Berlin.